# La Molaire (Rostand-Insel)
La Molaire (französisch für Der Backenzahn) ist ein 24 m hoher und felsiger Hügel an der Westseite der Rostand-Insel im Géologie-Archipel vor der Küste des ostantarktischen Adélielands. 
Teilnehmer einer französischen Antarktisexpedition kartierten ihn 1951 und gaben ihm seinen deskriptiven Namen.